# Pseudocryptosporella polylepidis
Pseudocryptosporella polylepidis — вид грибів, що належить до монотипового роду  Pseudocryptosporella.